# Линдси, Дэвид, 3-й граф Кроуфорд
Дэвид Линдси (англ. David Lindsay; умер 17 января 1446) — шотландский аристократ, 12-й барон Кроуфорд и 3-й граф Кроуфорд с 1438/39 года. В годы малолетства короля Якова II был членом регентского совета.

## Биография
Дэвид Линдси принадлежал к знатному англо-шотландскому роду, известному с XI века и владевшему баронией Кроуфорд на юге Ланаркшира. Он родился в семье Александра Линдси, 2-го графа Кроуфорда, и его жены Марджори Данбар. До 17 ноября 1425 года был посвящён в рыцари, позже занимал пост шерифа Абердиншира. После смерти отца в 1438/39 году унаследовал семейные владения и титулы.
В годы малолетства короля Якова II сэр Дэвид был членом регентского совета. В 1446 году его сын Александр, мастер Кроуфорд, возглавил войско клана Линдси в войне с Огилви, которых поддержали Гордоны, Олифанты, Сетоны и Форбсы. При Арброте, где две армии встретились, граф выехал между двумя боевыми линиями, рассчитывая добиться перемирия. Однако один из Огилви, решив, что это начало атаки, метнул в сэра Дэвида копьё и убил его на месте. Началось сражение, в котором Линдси победили.
Сэр Дэвид женился примерно в марте 1422/23 года на Марджори Огилви, дочери сэра Александра Огилви. В этом браке родились:
- Александр (умер в 1453), 4-й граф Кроуфорд;
- Уолтер (умер в 1476)[7];
- Уильям;
- Джон;
- Джеймс[8].